# フセイン・セルメット
フセイン・セルメット（Hüseyin Sermet, 1955年 イスタンブール - ）はトルコのピアニスト。日本では、ヒュセイン・セルメットとも、またフセイン・セルメトとも表記される。

## 経歴
1980年にボルツァーノで開催されたフェルッチョ・ブゾーニ国際ピアノコンクールに4位入賞を果たし、その後1985年には、ゲザ・アンダ国際ピアノコンクールで藤原由紀乃と1位なし2位を分け合った。1988年にボアジチ大学より、1998年にはマルマラ大学より名誉博士号を授与され、1991年にはトルコ国家芸術家の称号を受賞。
モーツァルトやベートーヴェン、ラフマニノフを得意としており、たびたび来日して演奏会を開いている。東京交響楽団とは、1994年新校訂版によりバルトークの《ピアノ協奏曲 第3番》を録音した。
欧米を中心とした演奏活動の一方で、近年では作曲家として創作活動にも取り組んでいる。